# 阿明·侯赛尼
哈吉穆罕默德·阿明·侯赛尼（阿拉伯语：‎，Mohammed Amin el-Husseini；1897年—1974年1月4日），巴勒斯坦民族主义者和宗教领袖。
生于耶路撒冷的名门望族侯赛尼家族。曾在耶路撒冷、开罗艾资哈尔大学和伊斯坦布尔求学。1913年，随母亲去麦加完成朝觐而获得敬称“哈吉”。
第一次世界大战期间，参加了奥斯曼土耳其炮兵部队。战后巴勒斯坦成为英国托管地。1921年被任命为耶路撒冷大穆夫提。他利用自己的地位宣传阿拉伯民族主义，反对犹太复国主义。
1936年巴勒斯坦的所有党派联合起来，成立一个永久性的执行机构——阿拉伯高级委员会，由侯赛尼任主席。这个委员会向英国当局要求停止犹太移民入境。严禁把土地从阿拉伯人手中转让给犹太人。由于举行大罢工而发展为反英反猶的大起义，且得到意大利資金援助，英国托管当局政府将委员会解散。於是侯赛尼逃亡去法屬黎巴嫩另行组织由他支配的委员会，他得到巴勒斯坦大多数阿拉伯人的拥护。
1939年5月，英国政府发表麦克唐纳白皮书对阿拉伯人做出让步：将在巴勒斯坦建立一个以阿拉伯人为多数的独立双民族国家；对犹太移民进行限制，在接下来的五年内只允许7.5万犹太人移入，五年后的移民数须经过阿拉伯人的同意；将犹太人购买土地限制在他们已经拥有了其中大部分土地的狭长区域。不过，侯赛尼认为这一让步远远不够，因此拒绝接受英国的新政策。

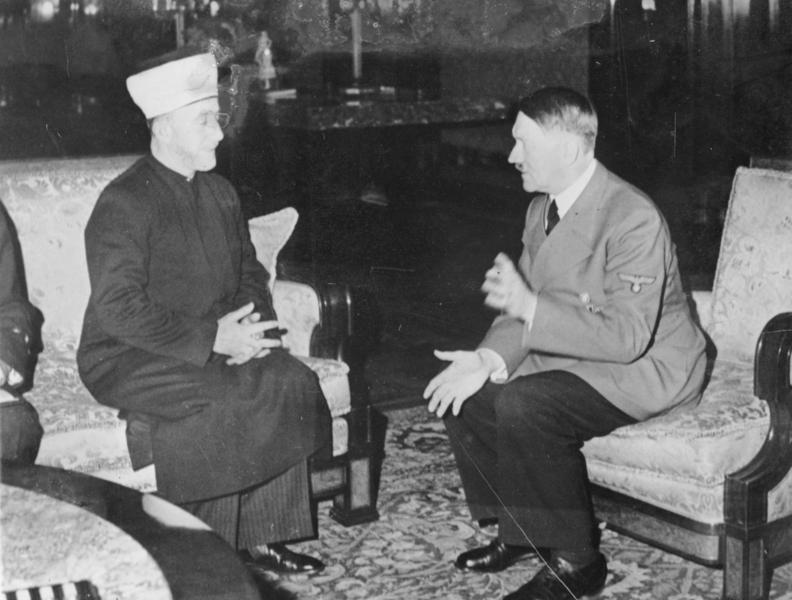
阿明·侯赛尼與希特勒進行會談(1941年11月28日)

1941年4月侯赛尼参与了伊拉克王國的亲軸心國政变，政變實際上成功推翻親英政府，但不久英國軍隊就隨即入侵了伊拉克推翻親軸心國的伊拉克政府。5月底，侯賽尼逃亡伊朗，得到日本和意大利的領事館庇護。伊朗在9月被英蘇軍隊佔領後，侯賽尼在一場由意大利軍情局（SIM）策劃的行動中被保護起來。儘管他被土耳其限制入境，在意大利和日本外交官的幫助下他仍能經土耳其入保加利亞再去意大本土。
1941年10月他到達羅馬和意大利首相兼法西斯黨領袖墨索里尼會面，在軸心國「原則上承認包括伊拉克、敘利亞、巴勒斯坦和外約旦在內的阿拉伯國家的統一、獨立和主權」的條件下，他表示支持對英國的戰爭，並表示願意討論這些問題：「聖地耶路撒冷、黎巴嫩、蘇伊士運河和亞喀巴」。根據侯賽尼的說法，這是一次友好的會面，墨索里尼在會議上表達了他對猶太人和猶太復國主義的敵意。
早在1940年夏天和1941年2月，侯賽尼就向德國政府提交了一份德國-阿拉伯合作宣言草案，其中包含以下條款：

德國和意大利承認阿拉伯國家有權解決存在於巴勒斯坦和其他阿拉伯國家的猶太分子問題，這是阿拉伯人民族和民族利益的需要，也是猶太人問題。就像猶太人問題在德國和意大利已經解決。

1941年11月28日，他與德國元首希特勒進行會談，并为屠杀和灭绝欧洲犹太人出谋划策。他还负责协助德国党卫军招募穆斯林隊员。德国投降后，侯赛尼逃往埃及避难。1974年死于黎巴嫩贝鲁特。